# Hyphaene coriacea
Hyphaene coriacea är en enhjärtbladig växtart som beskrevs av Joseph Gaertner. Hyphaene coriacea ingår i släktet Hyphaene och familjen Arecaceae. Inga underarter finns listade i Catalogue of Life.

## Bildgalleri

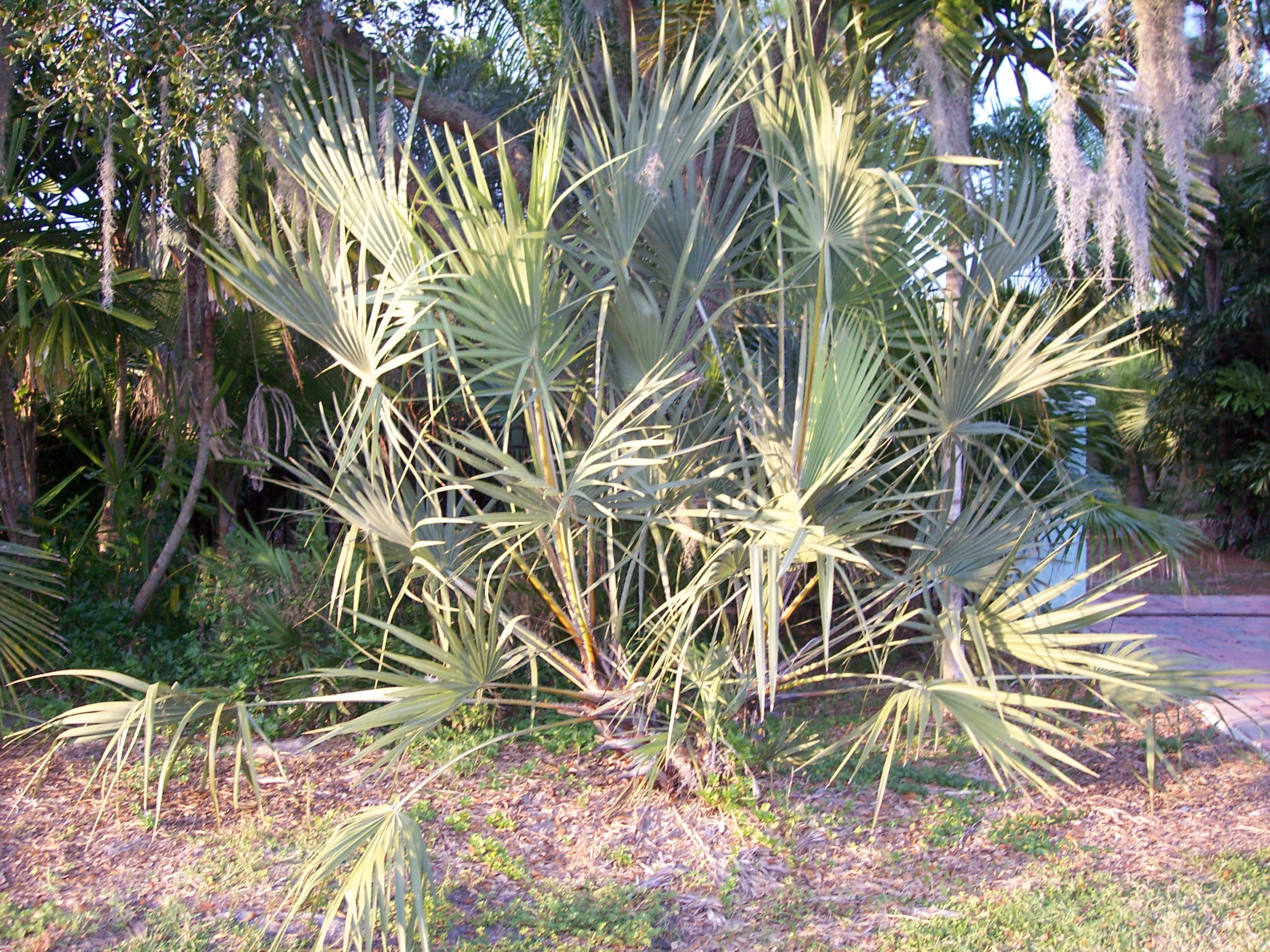